# لاك ألا كروا (كيبك)
لاك ألا كروا (بالإنجليزية: Lac-à-la-Croix, Quebec)‏ هي منطقة سكنية تقع في كندا في لاميتيس.[بحاجة لمصدر]  يقدر عدد سكانها بـ 0 نسمة ومساحتها 240.50 كم2 .